# Günter Mack
Günter Mack (* 12. Dezember 1930 in Augsburg; † 27. März 2007 in Gröbenzell) war ein deutscher Schauspieler.

## Leben
Nach der Bombardierung seiner Heimatstadt Augsburg im Zweiten Weltkrieg wurde Mack zusammen mit anderen Klassenkameraden im Juni 1944 ins Darmstädter Haus verbracht, wo er erste Kontakte zu Laienspielgruppen hatte. Zu den Klassenkameraden zählten u. a. Walter Schellemann und Wilhelm Girstenbrey. Nach der Schulzeit wollte er professioneller Schauspieler werden. Die renommierte Otto-Falckenberg-Schule in München musste er 1948 jedoch nach wenigen Monaten wegen mangelnder Begabung wieder verlassen. Stattdessen lernte er zwei Jahre an einer privaten Schauspielschule in München.
1949 hatte er sein erstes Engagement an den Städtischen Bühnen in Augsburg. Von 1952 bis 1955 spielte Mack am Landestheater Coburg, 1955 bis 1957 an den Städtischen Bühnen Münster und 1957 bis 1959 am Pfalztheater Kaiserslautern. Die 1960er Jahre verbrachte er bei den Volksschauspielen Ötigheim, 1959 bis 1963 an den Städtischen Bühnen Heidelberg, 1963 bis 1967 am Hessischen Staatstheater Wiesbaden, 1968 an der Freien Volksbühne Berlin und 1968/69 am Schauspielhaus Bochum. Von 1969 bis zu seinem Tod 2007 war Günter Mack freier Schauspieler und lebte abwechselnd in Gröbenzell bei München und in Bonn. 1970/71 spielte er an der Berliner Komödie, 1975 bei den Ruhrfestspielen, 1976 am Landestheater Neuss und 1977 bei den Luisenburg-Festspielen. Anschließend arbeitete er als Schauspieler und Regisseur für Tourneetheater und trat dabei auch an sehr kleinen und improvisierten Spielstätten auf.
Seit Anfang der 1960er Jahre wirkte er bei etwa 150 Fernsehproduktionen mit, zuletzt im ZDF in den Serien Unter einem Dach und Alle meine Töchter.
Günter Mack starb im Alter von 76 Jahren an einem Krebsleiden. Bereits 1996 war seine Ehefrau Wiltrud, Mutter seiner Tochter Susanne, gestorben. Neben ihr wurde er auf dem Gemeindefriedhof von Gröbenzell (Abteilung 41) beigesetzt. Nach der Scheidung von Schauspielkollegin Ulrike Luderer lebte er bis zu seinem Tod mit Renate von Hagemeister zusammen.

## Titelrollen im Theater
- 1955: Prinz von Homburg von Heinrich von Kleist
- 1963: Becket oder Die Ehre Gottes von Jean Anouilh
- 1964: Die Verfolgung und Ermordung Jean Paul Marats … von Peter Weiss
- 1976: Macbeth von William Shakespeare
- 1977: Cyrano de Bergerac von Edmond Rostand
- 1977: Armer Mörder von Pavel Kohout
- 1983/84: Wallenstein von Friedrich Schiller

## Filmografie (Auswahl)
- 1962: Das Feuerschiff
- 1963: Besuch am Nachmittag (Fernsehfilm)
- 1964: Romeo und Julia (Fernsehfilm)
- 1966: Abschied von gestern
- 1966: Nur einer wird leben (Fernsehfilm)
- 1967: Bratkartoffeln inbegriffen (Fernsehfilm)
- 1967: Der dritte Handschuh (Fernseh-Zweiteiler)
- 1967 Sieben Wochen auf dem Eis (Fernseh-Zweiteiler)
- 1968: Bel Ami (Fernsehfilm)
- 1968: Ein Sarg für Mr. Holloway (Fernsehfilm)
- 1968: Kaddisch nach einem Lebenden (Fernsehfilm)
- 1969: Der Fall Liebknecht-Luxemburg (Fernsehfilm)
- 1970: Wie eine Träne im Ozean
- 1970: Unter Kuratel (Fernsehfilm)
- 1971: Chopin-Express (Fernsehfilm)
- 1971: Merkwürdige Geschichten (Fernsehserie) – Beschwörung um Mitternacht
- 1971: Tatort – AE 612 ohne Landeerlaubnis (Fernsehreihe)
- 1971: Der Kommissar (Fernsehserie) – Der Tote von Zimmer 17
- 1972: Eine Tote soll ermordet werden (Fernsehfilm)
- 1972: Der Andersonville-Prozess (Fernsehfilm)
- 1972: Max Hölz. Ein deutsches Lehrstück (Fernsehfilm)
- 1972: Der Stoff aus dem die Träume sind
- 1972: Der Illegale (Fernseh-Dreiteiler)
- 1973, 1977: Sonderdezernat K1 (Fernsehserie, zwei Folgen)
- 1973: Zwischen den Flügen (Fernsehserie)
- 1973: Dem Täter auf der Spur – Stellwerk 3
- 1974: Die Antwort kennt nur der Wind
- 1974: Auch ich war nur ein mittelmäßiger Schüler
- 1975: Des Christoffel von Grimmelshausen abenteuerlicher Simplizissimus (Fernsehfilm)
- 1975: Derrick – Folge 14: Der Tag nach dem Mord
- 1976: Eurogang (Fernsehserie, eine Folge)
- 1977: Das höfliche Alptraumkrokodil (Fernsehfilm)
- 1978: Hiob (Fernsehfilm)
- 1980: Land, das meine Sprache spricht (Fernsehfilm)
- 1981: Überfall in Glasgow (Fernsehfilm)
- 1984: Weltuntergang (Fernsehfilm)
- 1986: Die Stunde des Léon Bisquet (Fernsehfilm)
- 1986: Derrick – Folge 140: Das absolute Ende
- 1986: Derrick – Folge 147: Entlassen Sie diesen Mann nicht!
- 1987: Die Krimistunde (Fernsehserie, Folge 25, Episode: "Die Nilkatze")
- 1988: Tatort – Sein letzter Wille
- 1988: Der Alte – Folge 125: Schweigen für immer
- 1989: Der Alte – Folge 138: Das Spiel ist aus
- 1989: Sieben auf einen Streich (Märchenfilm)
- 1989: Blut für die Freiheit (Fernsehfilm)
- 1990: Ein Fall für zwei (Fernsehserie, Folge Tödlicher Irrtum)
- 1990: Der Meister des Jüngsten Tages
- 1990: Derrick – Folge 189: Des Menschen Feind
- 1991: Erfolg
- 1991: Derrick – Folge 200: Offener Fall
- 1992: Der Fahnder – Betriebsgeheimnis (Fernsehreihe)
- 1992: Die Männer vom K3 – Zu hoch gepokert
- 1993: Das Traumschiff – Ägypten (Fernsehreihe)
- 1995–2001: Alle meine Töchter (Fernsehserie)
- 1998: Das Traumschiff – Argentinien (Fernsehreihe)
- 1998: Polizeiruf 110: Spurlos verschwunden (Fernsehreihe)
- 2000: Rosamunde Pilcher – Zerrissene Herzen (Fernsehfilm)
- 2002: Nicht ohne meinen Anwalt (Fernsehserie)
- 2002: Die Zeit mit dir (Fernsehfilm)
- 2003: Tatort – Bienzle und der Taximord
- 2006: Afrika – Wohin mein Herz mich trägt (Fernsehfilm)

## Auszeichnungen
- 1979: Goldene Kamera für seine Darstellung des Mendel in dem Fernsehdreiteiler Hiob